# Dick Clement
Dick Clement (* 5. September 1937 in Westcliff-on-Sea in Essex) ist ein englischer Drehbuchautor und Filmregisseur.
Clement ist, in Partnerschaft mit Ian La Frenais, einer der erfolgreichsten Filmautoren Großbritanniens. Im Allgemeinen schreiben Clement und La Frenais Komödien oder Dramen mit einer komischen Note. Ihr Ruhm basiert hauptsächlich auf vier Serien: The Likely Lads, Whatever Happened to the Likely Lads?, Porridge und Auf Wiedersehen, Pet. Sie schrieben außerdem einige Filme und andere Werke für das Fernsehen. Weiterhin veröffentlichten sie Filmversionen einiger TV-Erfolge, die ebenfalls von ihnen stammten. Beide leben seit den 1980er Jahren in den USA und spielen auch in Serien (The Tracey Ullman Show).

## Filmografie
Drehbuch
- 1967: Minirock und Kronjuwelen (The Jokers)
- 1968: Hannibal Brooks
- 1971: Die alles zur Sau machen (Villain)
- 1976: Zwei nette Früchtchen (The Likely Lads)
- 1979: Der Gefangene von Zenda (The Prisoner of Zenda)
- 1983: Sunset Limousine
- 1988: Ich bin Du (Vice Versa) – auch Produktion
- 1990: Die Commitments
- 1997: Ärger im Gepäck (Excess Baggage)
- 1999: Still Crazy
- 2000: Honest – Beinahe ehrlich (Honest)
- 2005: Die rote Verschwörung
- 2005: Goal – Lebe deinen Traum
- 2006: Flutsch und weg
- 2007: Across the Universe
- 2008: Bank Job

Regie
- 1968: Ein Pechvogel namens Otley (Otley) (& Drehbuch)
- 1971: Traue keinem Hausfreund (A Severed Head)
- 1972: Liebesknochen (The Boys Will Never Believe It)
- 1979: Porridge (& Drehbuch)
- 1983: Ein tollkühner Himmelhund (Bullshot!)
- 1985: Wasser – Der Film (Water) (& Drehbuch)